# 角肢华南溪蟹
角肢华南溪蟹（学名：Huananpotamon angulatum）为溪蟹科华南溪蟹属的动物。在中国大陆，分布于福建等地，主要栖息于山溪上游的浅水碎石下。